# Friedrich Karl Max Vierhapper
Friedrich Karl Max Vierhapper, genannt auch Fritz Vierhapper (* 7. März 1876 in Weidenau, Österreichisch Schlesien; † 11. Juli 1932 in Wien), war ein österreichischer Botaniker, Pflanzensystematiker und Universitätsprofessor an der Universität Wien. Sein offizielles botanisches Autorenkürzel lautet „Vierh.“

## Leben
Der Sohn des Lehrers und Amateurbotanikers Friedrich Vierhapper (1844–1903), „F.Vierh.“ verbrachte seine Kindheit und Schulzeit in Ried im Innkreis, studierte von 1894 bis 1899 Naturwissenschaften (v. a. Botanik) und promovierte mit der Arbeit „Zur Systematik und geographischen Verbreitung einer alpinen Dianthus-Gruppe“ an der Universität Wien. Vierhapper war Schüler von Anton Kerner von Marilaun, Karl Fritsch sowie Assistent bei Richard Wettstein. Im Frühjahr 1906 habilitierte er sich an der Universität Wien auf Grund seiner Schrift „Monographie der alpinen Erigeron-Arten Europas und Vorderasiens“ und war ab 1915 (Titel) bzw. 1919 (Dienstverhältnis) außerordentlicher Professor für systematische Botanik an dieser Universität. Nebenbei war er ab 1911 bis zu seinem Tod Honorardozent für Botanik und Vorstand der botanischen Lehrkanzel an der Tierärztlichen Hochschule in Wien, heute die Veterinärmedizinische Universität Wien.
Friedrich Vierhapper war einer der Vorläufer des modernen biologischen Kleinartenkonzepts (Valeriana celtica subsp. norica, Soldanella austriaca, Campanula witasekiana, Doronicum glaciale subsp. calcareum) in der Botanik. Sein besonderes Interesse galt der Erforschung der Flora des Lungaus im Land Salzburg. Als Spezialist der Flora der Ostalpen beschäftigte er sich besonders mit den alpinen Arten der Gattungen Dianthus, Erigeron und Soldanella, entdeckte aber auch Arten wie die Zweiblütige Binse (Alpinojuncus biglumis) oder die Schierlingssilge (Conioselinum tataricum) als neu für die Flora der Alpen.
Vierhapper beschäftigte sich außerdem mit der Flora der Karpaten, Bosniens, Griechenlands, Kretas sowie mit der Flora Südarabiens und der ostafrikanischen Insel Sokotra. Die von Vierhapper beschriebenen Pflanzen Südarabiens und der Insel Sokotra wurden in den Jahren 1898–1899 von einer Expedition der Kaiserlichen Akademie der Wissenschaften gesammelt und von 1903 bis 1909, u. a. in den „Beiträgen zur Kenntnis der Flora Südarabiens und der Inseln Sokótra, Sémha und 'Abd el Kûri“ publiziert.
1929 veröffentlichte Vierhapper eine anastatische Neuauflage von Anton Kerner von Marilauns berühmtem „Pflanzenleben der Donauländer“ (1863), wobei er dem Urtext 24 Bildtafeln und Ergänzungen in Form von Kommentaren hinzufügte, um zu zeigen, dass sein Lehrer Kerner schon mehr als 60 Jahre zuvor Grundlegendes für die Pflanzensoziologie geleistet hatte.
Vierhapper beging am 11. Juli 1932 Selbstmord. Die genauen Beweggründe seines Freitodes sind nicht ganz klar, aber vermutlich spielten sein angeschlagener Gesundheitszustand (Gelenkrheumatismus) und die Bestellung des Blütenökologen Fritz Knoll und zugleich die Ablehnung seiner Person als Nachfolger des Ordinariats von Richard Wettstein eine große Rolle, wobei letzteres von den historischen Nachrufen von 1932 verschwiegen wird. Vierhapper wurde auf dem Wiener Zentralfriedhof begraben. Seine knapp 14.000 Herbarbelege vermachte er dem Herbarium des Instituts für Botanik der Universität Wien (Herbarkürzel WU).

## Ehrungen
Heinrich von Handel-Mazzetti (1882–1940) beschrieb ihm zu Ehren die Gattung Vierhapperia Hand.-Mazz., welche heute zu Nannoglottis (Asteraceae) gestellt wird.

## Werke
- Fritz Vierhapper jun.: Zur Systematik und geographischen Verbreitung einer alpinen Dianthus-Gruppe. In: Sitzungsberichte der Akademie der Wissenschaften in Wien, mathematisch-naturwissenschaftliche Klasse. Band 108. Wien 1898, S. 1057–1170 (archive.org).
- Fritz Vierhapper: „Arnica Doronicum Jacquin“ und ihre nächsten Verwandten. In: Österreichische Botanische Zeitschrift. Band 50. Wien 1900, S. 109–115, 173–178, 202–208, 257–264, 501, doi:10.1007/BF01672846 (archive.org).
- Fritz Vierhapper jun.: Monographie der alpinen Erigeron-Arten Europas und Vorderasiens. Studien über die Stammesgeschichte derselben auf Grund ihrer morphologischen Beschaffenheit und geographischen Verbreitung. In: Beihefte zum Botanischen Centralblatt, 2. Abteilung. Band 19. Berlin 1906, S. 385–560 (bibdigital.rjb.csic.es).
- Friedrich Vierhapper: Beiträge zur Kenntnis der Flora Südarabiens und der Insel Sokótra, Sémha und ‘Abd el Kûri’ I. Teil: Gefäßpflanzen der Inseln Sokótra, Sémha und 'Abd el Kûri'. In: Denkschriften der Akademie der Wissenschaften in Wien, mathematisch-naturwissenschaftliche Klasse. Band 71. Wien 1907, S. 321–490 (archive.org).
- Friedrich Vierhapper: Conioselinum tataricum, neu für die Alpen. In: Österreichische Botanische Zeitschrift. Band 61–62. Wien, S. 1–10, 97–108, 139–146, 187–194, 228–236, 264–273, 341–347, 395–402, 435–441, 478–486, 22–29, 66–73, doi:10.1007/BF01633939 (archive.org archive.org – 1911–1912).
- Friedrich Vierhapper: Juncus biglumis L. in den Alpen. In: Österreichische Botanische Zeitschrift. Band 67. Wien 1918, S. 49–51, doi:10.1007/BF01637993 (archive.org).
- Friedrich Vierhapper: Über echten und falschen Vikarismus. In: Österreichische Botanische Zeitschrift. Band 68. Wien 1918, S. 1–22, doi:10.1007/BF01636260 (archive.org).
- Friedrich Vierhapper: Beiträge zur Gefäßpflanzenflora des Lungau, Nr. 1–10. In: Österreichische Botanische Zeitschrift. Band 48, 49, 51, 69, 70, 72, 73, 74/75. Wien (1898, 1901, 1919, 1919/1920, 1920/1921, 1922/1923, 1923/1924, 1924/1925).
- Friedrich Vierhapper: Die Kalkschieferflora in den Ostalpen. In: Österreichische Botanische Zeitschrift. Band 70/71. Wien, S. 261–293 / 30–45, doi:10.1007/BF01634751 (archive.org – 1921–1922).
- Friedrich Vierhapper: Die Pflanzendecke Niederösterreichs (= Heimatkunde von Niederösterreich. Nr. 6). Verein f. Landeskunde von Niederösterreich, Wien 1923.
- Friedrich Vierhapper: Über endemische Alpenpflanzen. In: Der Alpenfreund. 1924: Heft 10, S. 147–148; Heft 12, S. 181–184; 1925: Heft 1, S. 15–16; Heft 3, S. 47–48; Heft 4, S. 63–64; Heft 5, S. 79–80. München. (Rezension (PDF; 376 kB). In: Botanisches Centralblatt. Band 6, 1925/26, S. 472)
- Friedrich Vierhapper: Die Pflanzendecke des Waldviertels. In: Eduard Stepan (Hrsg.): Das Waldviertel – Ein Heimatbuch. Band I. Deutsches Vaterland, Wien 1925.
- Anton Kerner: Das Pflanzenleben der Donauländer. Hrsg.: Friedrich Vierhapper. 2. Auflage. Innsbruck 1929 (Anastatischer Druck).
- Friedrich Vierhapper: Juncaceae in „Die natürlichen Pflanzenfamilien nebst ihren Gattungen und wichtigsten Arten, insbesondere den Nutzpflanzen.“ Begr. von Adolf Engler und Karl Prantl. 2. Auflage. Band 15a: Farinosae, Liliiflorae, Scitamineae. Redigiert von L. Diels. Leipzig 1930.
- Friedrich Vierhapper: Vorarbeiten zu einer Pflanzengeographischen Karte Österreichs. XIV. Vegetation und Flora des Lungau (Salzburg). Mit einer Übersichtskarte. In: Abhandlungen der Zoologisch-Botanischen Gesellschaft in Österreich. Band 16, Nr. 1. Wien 1935, S. 1–289 (zobodat.at [PDF; 29,5 MB] posthum erschienen).